# 塞里伯氏菌属
塞里伯氏菌属为生丝微菌科的一个属。该属的模式种且为唯一种为星状塞里伯氏菌（Seliberia stellata）。

## 下属物种
- 星状塞里伯氏菌 Seliberia stellata Aristovskaya and Parinkina 1963